# 夏侯徽
夏侯徽（211年—234年），字媛容，司馬師元配。父親是曹魏的征南大將軍夏侯尚，母親曹氏是曹魏重臣曹真之妹德陽鄉主。婚後與司馬師生有五個女兒。

## 人物生平
夏侯徽頗具才識，每當司馬師思量什麼作為時，都由夏侯徽從旁策劃。司馬懿為魏明帝手下重臣，而司馬懿的兒子們均有雄才大略。夏侯徽知道司馬師有謀逆之心，而司馬師又對出身曹魏外戚的夏侯徽頗為猜忌。青龍二年（234年），夏侯徽於是為丈夫所毒殺，崩年24歲，死後，葬在峻平陵。
晉武帝登基時，在司馬師的第三任妻子羊徽瑜的屢次進言下，於泰始二年十一月己丑（266年12月28日）增補諡號為景懷皇后。

## 史籍記載
晉書列傳第一 《后妃傳》上
景懷夏侯皇后，諱徽，字媛容，沛國譙人也。父尚，魏南大將軍。母曹氏，魏德陽鄉主。雅有識度，帝每有所為，必豫籌畫。魏明帝世，宣帝居上將之重，諸子並有雄才大略。知帝非魏之純臣，而既魏氏之甥，帝深忌之。青龍二年，遂以鴆崩，時年二十四，葬峻平陵。武帝登阼，初未追崇，弘訓太后每以為言，泰始二年始加號諡。后無男，生五女。
太平御覽
《晉書》曰：景懷夏侯皇后，沛國譙人也。父尚，魏南大將軍。母曹氏，魏德陽鄉主。雅有識度，帝每有所為，必預籌畫。魏世，皇帝居上將之重，諸子並有雄才大略。知帝非魏之純臣，而既魏氏之甥，帝深忌之。青龍三年，以鴆崩。武帝登祚，始加號諡。
《通鉴考异》
是时司马懿方信任于明帝，未有不臣之迹，况其诸子乎！徒以魏甥之故猥鸩其妻，俱非事实，盖甚之之辞，不然师自以他故鸠之也，今不取。

### 死因考证
仇鹿鸣《魏晋之际的政治权力与家族网络》认为夏侯徽十五六岁出嫁，是否已能参政存疑。如夏侯徽在明帝年间遇害，不至于上下朝野十余年都不知道。夏侯徽去世时，司马师尚未出仕。《江都集礼》亦将夏侯徽在晋初未获追崇归因为早逝而司马师继室太后羊徽瑜在世，事关司马师身后的祔庙人选，而非政治原因，散骑常侍任茂、傅玄认为追崇夏侯徽无经典可据，最后由羊太后亲自请求追崇夏侯徽才解决。综上，仇鹿鸣认可司马光的质疑，认为司马师杀妻非实。

## 家庭
- 父親：夏侯尚
- 母親：德陽鄉主，曹真的妹妹
- 兄長：夏侯玄
- 丈夫：司馬師
- 子女：五位女兒（除了1位女兒成為平原侯甄德夫人且早亡之外，其他四位女兒名字與事蹟不明）

## 評價
- 房玄龄《晋书》：“后雅有识度，帝每有所为，必豫筹画。”

## 影視
- 中國電視劇《軍師聯盟》（2017年）：張逗逗飾演夏侯徽

## 延伸阅读
[在维基数据编辑]
 《晉書/卷031》，出自房玄齡《晉書》